# Culcheth
Culcheth är en ort i civil parish Culcheth and Glazebury, i kommunen Borough of Warrington, i Storbritannien. Den ligger i grevskapet Cheshire och riksdelen England, i den centrala delen av landet, 270 km nordväst om huvudstaden London. Culcheth ligger 32 meter över havet och antalet invånare är 6 879. Culceth var en civil parish 1866–1933 när blev den en del av Golborne och Croft. Civil parish hade 2 730 invånare år 1931.
Terrängen runt Culcheth är platt. Runt Culcheth är det mycket tätbefolkat, med 2 103 invånare per kvadratkilometer. Närmaste större samhälle är Manchester, 19,0 km öster om Culcheth. Trakten runt Culcheth består i huvudsak av gräsmarker.